# Fuentepelayo
Fuentepelayo è un comune spagnolo di 954 abitanti situato nella comunità autonoma di Castiglia e León.